# Extrañas salvajes
Extrañas salvajes es una película de Argentina en colores dirigida por Carlos Lemos según el guion de Jöel Gaade que se estrenó el 19 de mayo de 1988 y que tuvo como principales intérpretes a Víctor Laplace, Emilia Mazer, Manuel Callau y Ana María Giunta.

## Sinopsis
Un antropólogo llega por accidente a una isla habitada por dos tribus enfrentadas, de mujeres rubias y morenas.

## Reparto
- Víctor Laplace.........profesor Ulises Perez
- Emilia Mazer...........Bluman
- Manuel Callau..........Culebra
- Ana María Giunta.......gorda
- Annette Krist
- María Edstrom
- Nancy Eksted
- Osa Bergman
- Annie Kyn
- Alberto Busaid.........Turco
- Graciela Lyon
- Paulino Andrada
- Néstor Zacco
- Daniel Ripari
- Juan Carlos Ricci
- Manuel Escobar
- Gustavo Cardillo
- Enrique Ithurralde
- Eduardo Ford

## Comentarios
Leo Sala  en Diario Popular escribió:

«Una de las ideas más locas, más disparatadas, hasta extremos del pop, o mejor, del surrealismo que haya podido tener un director argentino..»

Susana Freire en La Nación opinó:

«Merece el más completo olvido.»

Oscar Desimone en El Cronista Comercial dijo:

«Salvaje pérdida de material y tiempo.»

La Razón opinó:

«Lo rescatable de la película es la ambientación y el manejo de cámaras.»

Manrupe y Portela escriben:

«Incríble producción...que hay que ver para creer.»